# دار الحيد (الضالع)
دار الحيد هي أحد المعالم التاريخية لمحافظة الضالع، وتقع في مرتفع يطل علي مدينة الضالع اليمنية، وهي مبنى وحصن أميري.

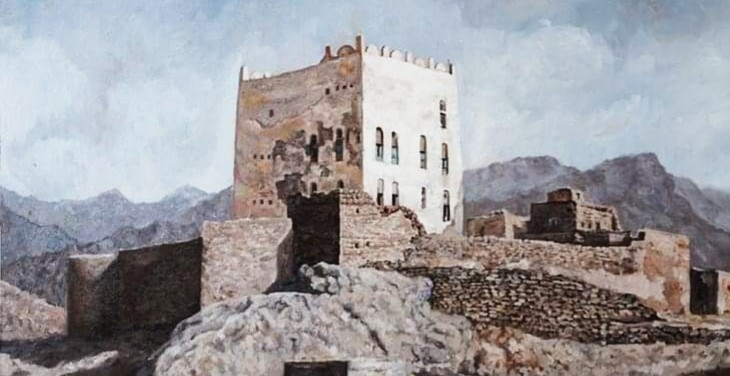
قلعة دار الحيد.

تتكون الدار أو «القلعة الأميرية» من أربعة طوابق، وتقع إلى الغرب من القلعة العثمانية التاريخيّة، وتلتف عليها أسوار عتيقة تتخللها أبراج المراقبة وشرفات دفاعية. بنيت القلعة لغرض الدفاع عن المدينة ولتكون مقرًّا لحكم أمراء الأسرة الأميرية؛ وهذه الأبراج التي تحيط بالقلعة كانت وظيفتها الأساسية حراسة عاصمة الإمارة، ولا تزال تلك التحصينات ماثِلة للعيان وشاهدة على حقبة زمنية من تاريخ الضالع.

## التاريخ
يعود تاريخ بناء دار الحيد إلى فترة دخول العثمانيين إلى محافظة الضالع، حوالي القرن الخامس عشر الميلادي، ثم أصبح مقرا لإمارة الضالع، وقد هُدمت أجزاء من الحصن في خلال الحرب الأهلية التي إندلعت في 31 مارس 2015.

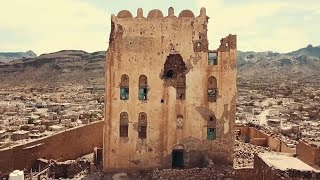
صور توضح الدمار الذي تعرض له دار الحيد.